# ディアジーナ
ディアジーナは日本の競走馬である。馬名は冠名と女優のジーナ・デイヴィスから。おもな勝鞍は、2009年のクイーンカップ、フローラステークス。

## 経歴

### 2歳（2008年）
デビューは6月28日函館競馬場のメイクデビュー函館で3着。2戦目は2着で、3戦目に札幌競馬場で初勝利を挙げる。その後コスモス賞では10着に敗れるが、赤松賞3着、ひいらぎ賞2着の成績で2008年を終える。なお赤松賞より内田博幸が主戦騎手をつとめる。

### 3歳（2009年）
年明け初戦の菜の花賞を勝利すると、重賞初挑戦のクイーンカップでは2番手から抜け出し、重賞初制覇を飾った。その後調教師と馬主との協議で、距離適性などの理由から牝馬クラシックの緒戦の桜花賞をパスし、オークスを最大目標とすることが決定された。続くフラワーカップでは逃げるヴィーヴァヴォドカを交わせず2着に敗れたが、次戦のフローラステークスでは2番人気に推され、レースでは4番手追走から直線で抜け出し2馬身差で勝利。重賞2勝目を挙げた。続く優駿牝馬では3番人気に推されたものの、ブエナビスタの5着に敗れた。その後、初のダート戦となるレパードステークスに出走したが、スタート後に躓き、終始後方のまま14着と殿負けに終わった。
秋競馬は紫苑ステークスを緒戦にする予定だったが、最終追い切り後に左前けい側じん帯を傷めたため、同レースと秋華賞を回避し、放牧に出された。そして放牧から復帰することなく、2010年12月22日付けで競走馬登録を抹消して引退した。引退後は北海道日高町のメイプルファームで繁殖牝馬となる。

## 競走成績
| 年月日 | 年月日 | 年月日 | 競馬場 | 競走名     | 格      | 頭数 | オッズ （人気） | 着順 | 騎手     | 斤量 [kg] | 距離（馬場）  | タイム （上り3F） | タイム 差 | 勝ち馬/（2着馬）     |
| 2008   | 6.     | 8      | 函館   | 2歳新馬    |         | 12   | 07.7（4人）     | 03着 | 四位洋文 | 54        | 芝1200m（良） | 1:10.3 (35.5)     | -0.2      | ディーズハイビガー   |
|        | 7.     | 5      | 函館   | 2歳未勝利  |         | 8    | 02.9（2人）     | 02着 | 四位洋文 | 54        | 芝1200m（良） | 1:11.4 (35.9)     | -0.3      | サクラインプルーブ   |
|        | 8.     | 16     | 札幌   | 2歳未勝利  |         | 14   | 04.3（2人）     | 01着 | 四位洋文 | 54        | 芝1500m（良） | 1:31.0 (35.6)     | -0.4      | （アイディンパワー） |
|        | 9.     | 13     | 札幌   | コスモス賞 | OP      | 12   | 09.6（5人）     | 10着 | 藤田伸二 | 54        | 芝1800m（良） | 1:52.4 (37.6)     | -1.8      | スズカワグナー       |
|        | 11.    | 16     | 東京   | 赤松賞     | 500万下 | 11   | 18.0（6人）     | 03着 | 内田博幸 | 54        | 芝1600m（良） | 1:36.3 (34.5)     | -0.2      | ダノンベルベール     |
|        | 12.    | 20     | 中山   | ひいらぎ賞 | 500万下 | 16   | 24.5（8人）     | 02着 | 内田博幸 | 54        | 芝1600m（良） | 1:35.5 (35.5)     | -0.2      | メジロチャンプ       |
| 2009   | 1.     | 24     | 中山   | 菜の花賞   | 500万下 | 16   | 02.2（1人）     | 01着 | 内田博幸 | 54        | 芝1600m（重） | 1:37.4 (37.6)     | -0.5      | （エストシャイン）   |
|        | 2.     | 21     | 東京   | クイーンC  | GIII    | 16   | 13.4（4人）     | 01着 | 内田博幸 | 54        | 芝1600m（良） | 1:35.7 (34.5)     | -0.0      | （ダノンベルベール） |
|        | 3.     | 21     | 中山   | フラワーC  | GIII    | 16   | 01.5（1人）     | 02着 | 内田博幸 | 55        | 芝1800m（良） | 1:49.4 (36.1)     | -0.1      | ヴィーヴァヴォドカ   |
|        | 4.     | 26     | 東京   | フローラS  | JpnII   | 18   | 04.2（2人）     | 01着 | 内田博幸 | 54        | 芝2000m（良） | 2:02.2 (35.8)     | -0.3      | （ワイドサファイア） |
|        | 5.     | 24     | 東京   | 優駿牝馬   | JpnI    | 17   | 10.3（3人）     | 05着 | 内田博幸 | 55        | 芝2400m（良） | 2:27.1 (35.5)     | -1.0      | ブエナビスタ         |
|        | 8.     | 23     | 新潟   | レパードS  | 重賞    | 14   | 16.1（6人）     | 14着 | 北村宏司 | 54        | ダ1800m（良） | 1:54.4 (41.0)     | -4.9      | トランセンド         |

## 繁殖成績
5頭の仔を産んだが、2016年2月26日に死亡した。

### 産駒一覧
|       | 馬名           | 生年   | 毛色 | 父                 | 性 | 馬主                                 | 厩舎                                             | 戦績                  |
| ----- | -------------- | ------ | ---- | ------------------ | -- | ------------------------------------ | ------------------------------------------------ | --------------------- |
| 初仔  | ステラグランデ | 2012年 | 芦毛 | アドマイヤムーン   | 牡 | シルクレーシング →松岡正二 →酒井孝敏 | 美浦・田村康仁 →佐賀・三小田幸人 →笠松・藤田正治 | 78戦4勝（引退）       |
| 2番仔 | アレイオブサン | 2013年 | 芦毛 | ステイゴールド     | 牡 | シルクレーシング                     | 栗東・須貝尚介                                   | 2戦0勝（引退）        |
| 3番仔 | ディアマイラブ | 2014年 | 鹿毛 | ステイゴールド     | 牝 | シルクレーシング                     | 美浦・田村康仁                                   | 3戦0勝（引退）        |
| 4番仔 | ジーナスイート | 2015年 | 芦毛 | ステイゴールド     | 牝 | シルクレーシング                     | 美浦・青木孝文                                   | 22戦1勝（引退・繁殖） |
| 5番仔 | ジーナアイリス | 2016年 | 芦毛 | ゴールドアリュール | 牝 | シルクレーシング                     | 美浦・田村康仁                                   | 6戦1勝（引退・繁殖）  |

## 血統表
| ディアジーナの血統パーソロン系 / 5代までアウトブリード | ディアジーナの血統パーソロン系 / 5代までアウトブリード | ディアジーナの血統パーソロン系 / 5代までアウトブリード | （血統表の出典）           | （血統表の出典） |
| 父 メジロマックイーン 1987 芦毛                        | 父の父メジロティターン 1978 芦毛                       | メジロアサマ                                           | パーソロン                 | パーソロン       |
| 父 メジロマックイーン 1987 芦毛                        | 父の父メジロティターン 1978 芦毛                       | メジロアサマ                                           | スヰート                   |                  |
| 父 メジロマックイーン 1987 芦毛                        | 父の父メジロティターン 1978 芦毛                       | シェリル Sheryl                                        | スノッブ                   | スノッブ         |
| 父 メジロマックイーン 1987 芦毛                        | 父の父メジロティターン 1978 芦毛                       | シェリル Sheryl                                        | Chanel                     |                  |
| 父 メジロマックイーン 1987 芦毛                        | 父の母メジロオーロラ 1978 栗毛                         | リマンド Remand                                        | Alcide                     | Alcide           |
| 父 メジロマックイーン 1987 芦毛                        | 父の母メジロオーロラ 1978 栗毛                         | リマンド Remand                                        | Admonish                   |                  |
| 父 メジロマックイーン 1987 芦毛                        | 父の母メジロオーロラ 1978 栗毛                         | メジロアイリス                                         | ヒンドスタン               | ヒンドスタン     |
| 父 メジロマックイーン 1987 芦毛                        | 父の母メジロオーロラ 1978 栗毛                         | メジロアイリス                                         | アサマユリ                 |                  |
| 母 アイネスターキン 1990 鹿毛                          | 母の父ビショップボブ Bishop Bob 1983 黒鹿毛            | Clever Trick                                           | Icecapade                  | Icecapade        |
| 母 アイネスターキン 1990 鹿毛                          | 母の父ビショップボブ Bishop Bob 1983 黒鹿毛            | Clever Trick                                           | Kankakee Miss              |                  |
| 母 アイネスターキン 1990 鹿毛                          | 母の父ビショップボブ Bishop Bob 1983 黒鹿毛            | Screen Shot                                            | Silent Screen              | Silent Screen    |
| 母 アイネスターキン 1990 鹿毛                          | 母の父ビショップボブ Bishop Bob 1983 黒鹿毛            | Screen Shot                                            | Ship's Channel             |                  |
| 母 アイネスターキン 1990 鹿毛                          | 母の母ジュウジターキン 1980 鹿毛                       | ハンターコム                                           | Derring-Do                 | Derring-Do       |
| 母 アイネスターキン 1990 鹿毛                          | 母の母ジュウジターキン 1980 鹿毛                       | ハンターコム                                           | Ergina                     |                  |
| 母 アイネスターキン 1990 鹿毛                          | 母の母ジュウジターキン 1980 鹿毛                       | シャダイターキン                                       | ガーサント                 | ガーサント       |
| 母 アイネスターキン 1990 鹿毛                          | 母の母ジュウジターキン 1980 鹿毛                       | シャダイターキン                                       | ブラックターキン F.No.13-c |                  |

3代母は優駿牝馬の勝ち馬。その孫に天皇賞（秋）を勝ったレッツゴーターキンがいる。そのほかの近親にヴァルツァーシャル（マーチステークス）など。